# Вознесенский, Иван Николаевич
Иван Николаевич Вознесе́нский (5 (17) января 1887, Кронштадт, Санкт-Петербургская губерния, Российская империя — 28 июня 1946, Москва, СССР) — советский учёный в области гидромашиностроения и автоматического регулирования машин. Член-корреспондент АН СССР.

## Биография
Родился 5 (17 января) 1887 года в Кронштадте.
Окончил Санкт-Петербургский технологический институт (1913), инженер-технолог. Работал на Харьковском паровозостроительном заводе.
С 1918 г. заведующий техническим отделом в Петроградском речном портовом управлении, с 1923 г. инженер-конструктор завода «Красный Путиловец», в 1924-1928 гг. главный конструктор гидравлических турбин в Бюро водяных турбин Ленинградского металлического завода (ЛМЗ). С 1928 по 1929 г. на стажировке в США
В 1925—1929 гг. — доцент кафедр гидравлических турбин ЛТИ и ЛПИ им. М.И. Калинина, в 1929-1930 гг. — профессор Ленинградской военно-инженерной академии, с 1930 г. — заведующий кафедрами гидравлических машин ЛПИ им. М.И. Калинина и Всесоюзного котлотурбинного института, с 1937 по 1940 г. — декан энергомашиностроительного факультета ЛПИ.
Один из организаторов Центрального котлотурбинного института. Крупнейший инженер-машиностроитель.
Работал на ЛМЗ научным консультантом (1938—1940). Организовал на заводе производство водяных турбин, разработал новые гидродинамические методы расчета гидромашин.
Руководил проектированием и строительством мощных турбин для ряда гидростанций и пропеллерных насосов для канала имени Москвы (1935). Разработал теорию и практические способы расчёта систем регулирования конденсационных и теплофикационных турбин и паровых котлов.
С октября 1941 г. — в Челябинске на танковом производстве. С 1943 г. — заведующий кафедрой гидромашин Уральского политехнического института (Свердловск). С 1944 г. работал в лаборатории № 2 Академии наук СССР, участник советского атомного проекта.
Был первым разработчиком компрессорного агрегата газодиффузионной машины для получения обогащенного урана 235. Осуществлял научное руководство разделением изотопов газодиффузионным методом. Разработал инженерные решения всего оборудования для Верх-Нейвинского завода. Участвовал в создании специального ОКБ Кировского завода и ОКБ завода № 92 в Горьком, на последнем заводе стал главным конструктором.
Доктор технических наук (1941), профессор (1929). Член-корреспондент АН СССР (1939).

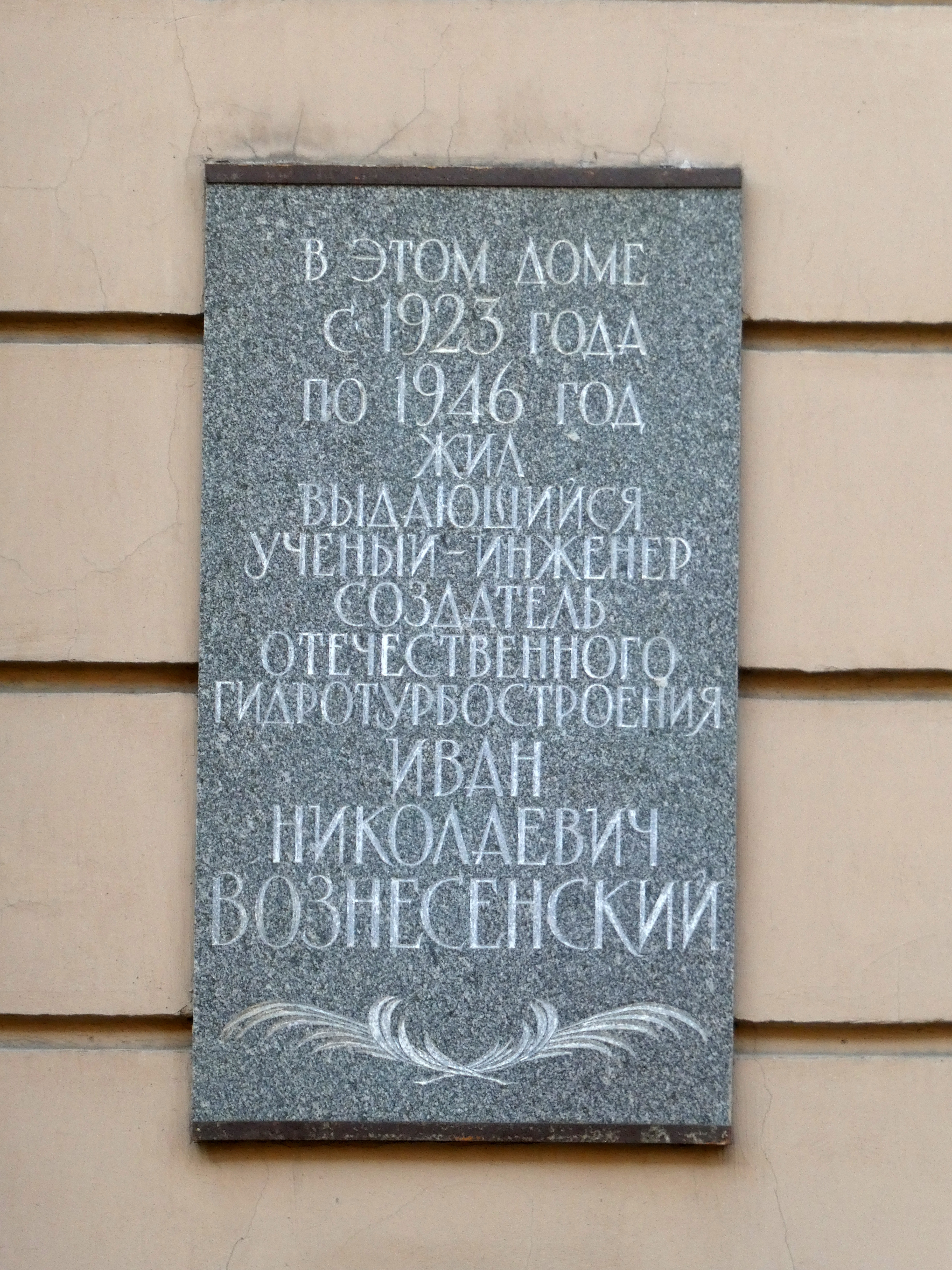
Мемориальная доска в Санкт-Петербурге (Английский проспект, 26)

Похоронен на Новодевичьем кладбище.

## Награды и премии
- Орден Ленина (1939)
- Орден Трудового Красного Знамени (10 июня 1945)
- Сталинская премия второй степени (1947 — посмертно) — за разработку системы автоматического регулирования паровых котлов

## Адреса в Петрограде — Ленинграде
- 1914—1916 — Бронницкая улица, 15;[3]
- 1923—1941 — проспект Маклина (Английский проспект с 1994 г.), 26;
- 1925—1941— Политехническая улица, 29 (работал в Политехническом институте)